# Franck Hammoutène
Pour les articles homonymes, voir Hammoutène.
Franck Hammoutène, né le 28 mai 1954 à Alger et mort le 14 septembre 2021 à Paris 14e, est un architecte français. Il fut président de l'Académie d'architecture de 2008 à 2011.

## Biographie
Né en Algérie, sa mère est originaire du Lot et son père Abdelaziz Hammoutène était avocat. Il grandit à La Courneuve et étudie l'architecture à l'École nationale supérieure d'architecture de Paris-Malaquais. En parallèle, il mène une activité de musicien électroacoustique, notamment en jouant de l'orgue dans le Groupe de recherches musicales de Pierre Schaeffer. 
Il commence sa carrière au sein de l'agence de Pierre Riboulet et fonde sa propre agence en 1983 à Paris. Il se fait remarquer pour des réhabilitations et extensions de bâtiments parisiens puis en remportant le concours du pavillon français pour l'Exposition universelle de Séville (non réalisé). Il réalise par ailleurs régulièrement des aménagements intérieurs, notamment dans les musées. Il est lauréat du prix de l'Équerre d'argent en 2006 pour l'extension de l'Hôtel de ville de Marseille.
Il meurt le 14 septembre 2021 dans le 14e arrondissement de Paris, à l'âge de 67 ans, d'un accident vasculaire cérébral,.

## Principales réalisations
- 1986 : siège de l'entreprise ATYA, 66 rue Sébastien Mercier, Paris 15e (prix de la première œuvre)
- 1996 : faculté des sciences et techniques, rue d'Arsonval, à Tours
- 1996 : aménagement du musée de la Musique à la Cité de la musique, Paris 19e
- 1998-2001 : Notre-Dame de Pentecôte dans le quartier de La Défense
- 2000 : atelier Renault, 51-53 avenue des Champs-Élysées, Paris 8e
- 2000 : immeuble d'habitation, 10-20 rue Raymond-Aron, Paris 13e
- 2003 : Institut Européen de Chimie et Biologie, 16 avenue Pey Berland, Domaine universitaire, Pessac
- 2006 : extension de l'hôtel de ville de Marseille[4]
- 2007 : médiathèque et centre culturel des Hauts de Cergy à Cergy-Pontoise
- 2012 : aménagement du siège social de Criteo, 32 rue Blanche à Paris 9e

## Projets non réalisés
- aménagement du Palais de Tokyo en une cité du cinéma à Paris (1988-1998)
- mosquée de Cergy-Pontoise (2004-2008)[5]